# Озёрный мивокский язык
Озёрный мивокский язык (Lake Miwok) - почти исчезнувший мивокский язык, на котором говорит народ озёрные мивоки, которые проживают на территории бассейна озера Клир округа Лейк штата Калифорния в США. Это один из языков лингвистической территории Клир-Лейк вместе с языками ваппо, восточный помо и юго-восточный помо. Отличается от других мивокских разновидностей. В настоящее время почти весь народ говорит на английском языке.